# Дистомон-Арахова-Андикира
Ди́стомон-Ара́хова-Андики́ра (греч. Δήμος Διστόμου-Αράχωβας-Αντίκυρας) — община (дим) в Греции. Административно относится к периферийной единице Беотия в периферии Центральная Греция. Административный центр — Дистомон. Площадь 294,305 квадратного километра. Население 8188 человек по переписи 2011 года. Плотность 27,85 человека на квадратный километр. Димархом на местных выборах 2019 года избран Яннис Стасас.
Община создана в 2010 году (ΦΕΚ 87Α) по программе «Калликратис» при слиянии упразднённых общин Арахова и Дистомон, а также сообщества Андикира.